# Tapis volant
Pour les articles homonymes, voir Tapis volant (homonymie).

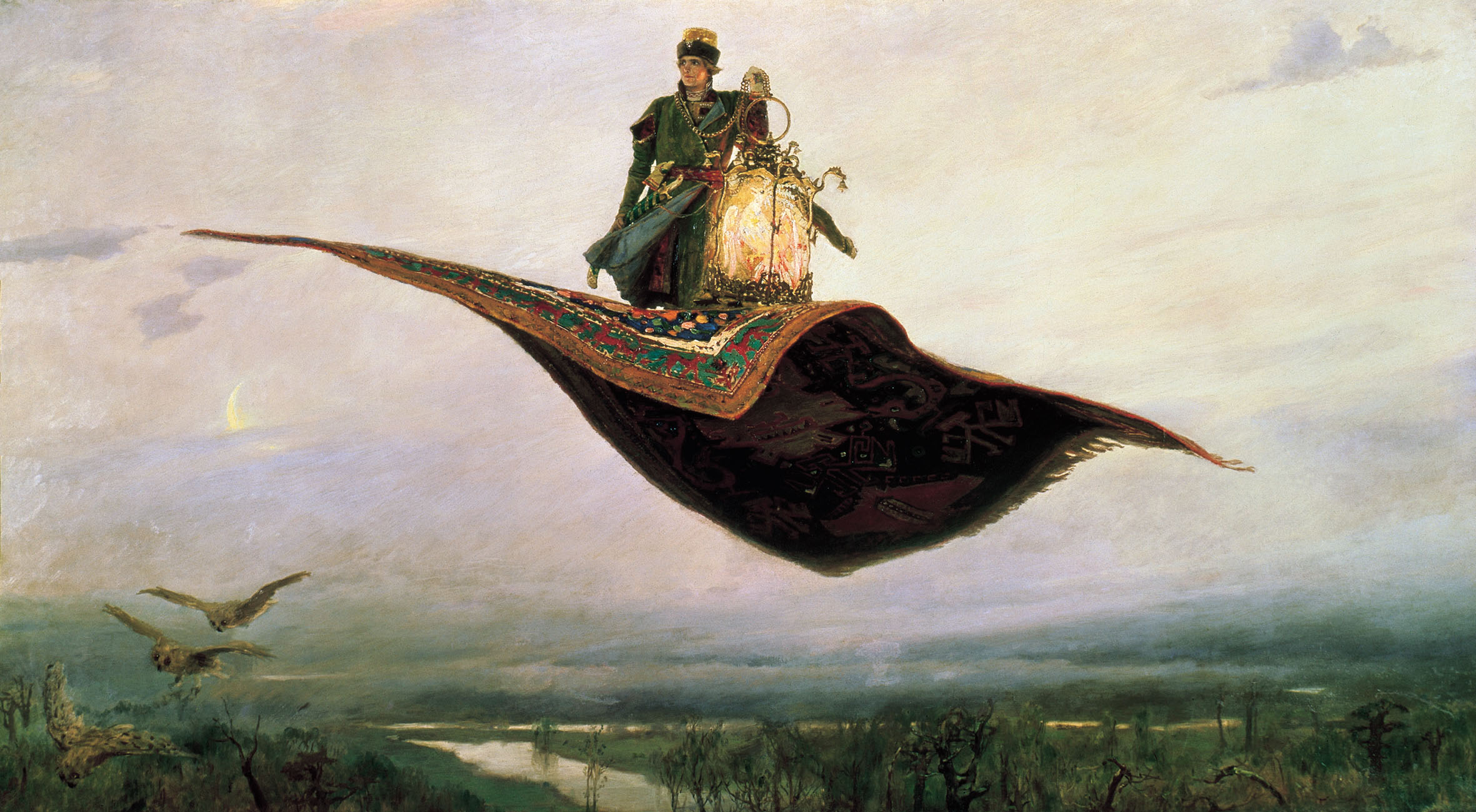
Le tapis volant, par Viktor Vasnetsov

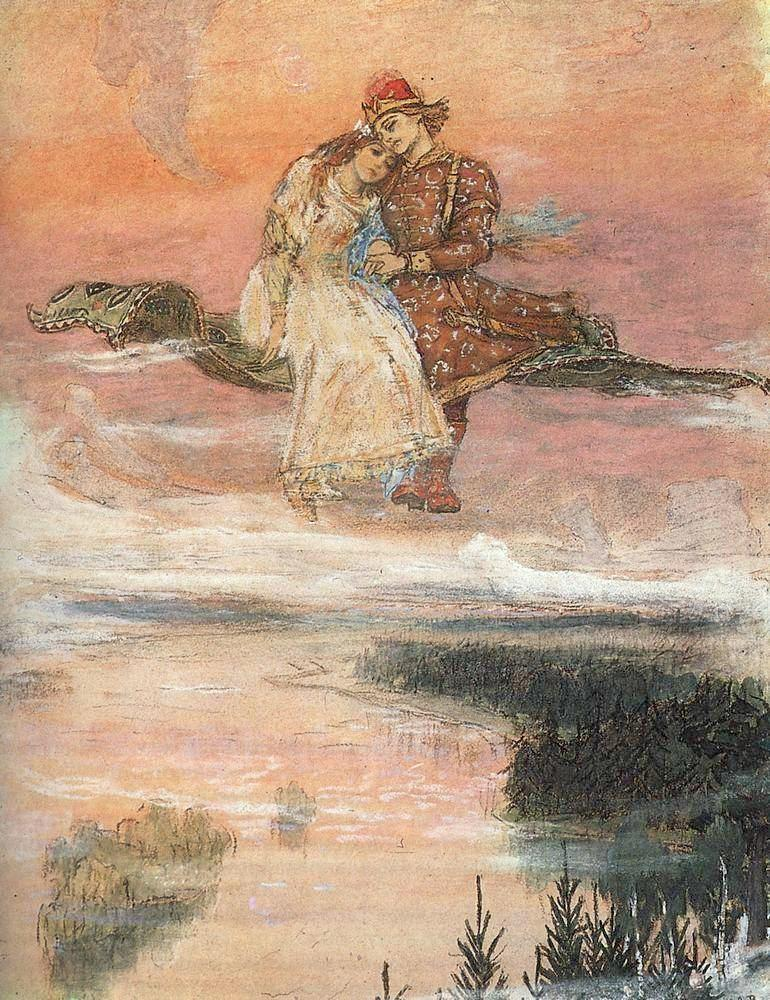
Le tapis volant, par Viktor Vasnetsov

Le tapis volant ou tapis magique est un tapis légendaire utilisé comme moyen de transport aérien. Cet objet magique apparaît dans les mythologies perse et arabe, et dans le folklore russe.

## Présentation
Le tapis volant est un moyen de transport utilisé dans certains contes et films fantastiques. Sa capacité à voler dans les airs repose sur le mythe de la lévitation. Dans la mythologie perse, selon la légende, le roi Salomon possédait un tapis volant dont certains personnages pensent qu'il lui fut offert par la reine de Saba. C'est ainsi qu'il en utilise un dans le Conte de la Ville de Cuivre, des Mille et Une Nuits, dans sa guerre contre les djinns récalcitrants, afin de se rendre sur leur île lointaine. Un autre conte du recueil, Histoire du prince Ahmed, et de la fée Pari-Banou, met en scène un sultan d'Inde qui doit départager ses trois fils souhaitant obtenir la main de sa nièce. Il leur demande de lui rapporter le cadeau le plus merveilleux qu'ils puissent trouver. L'aîné, qui voyage dans la ville indienne de Bisnagar, y découvre un tapis volant pouvant transporter son voyageur à la destination à peine il l'aura pensée.

## Interprétations symboliques
Michel Foucault évoque les tapis et jardins persans traditionnels, afin d'illustrer le concept d'hétérotopie. Ici, on peut voir émerger la figure du tapis volant comme moyen symbolique de parcourir le monde :

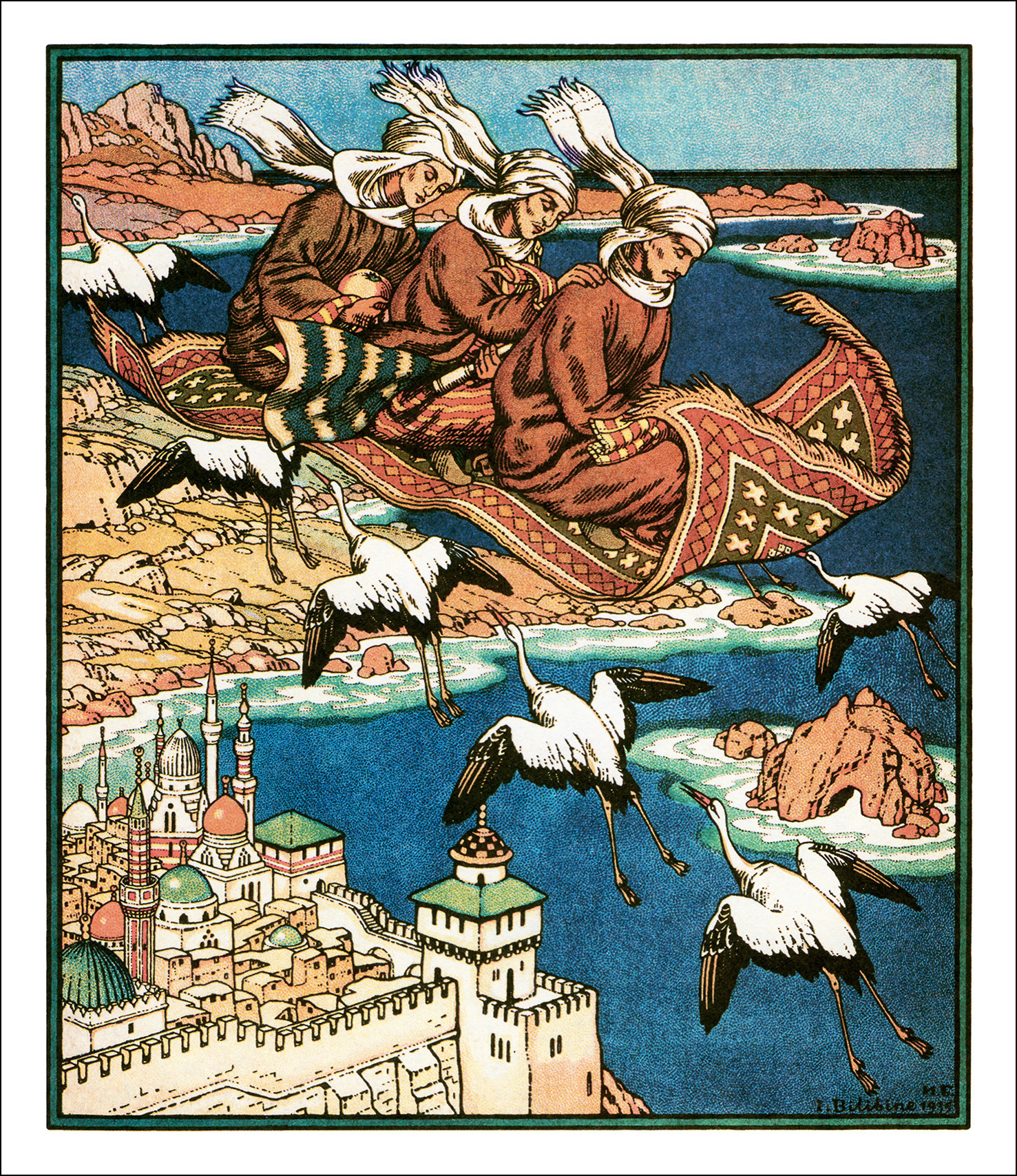
Le Tapis volant, Le Tuyau d'ivoire et la Pomme magique de Marguerite Reynier, illustré par Ivan Bilibine.

« Le jardin traditionnel des Persans était un espace sacré qui devait réunir à l'intérieur de son rectangle quatre parties représentant les quatre parties du monde, avec un espace plus sacré encore que les autres qui était comme l'ombilic, le nombril du monde en son milieu (c'est là qu'étaient la vasque et le jet d'eau) ; et toute la végétation du jardin devait se répartir dans cet espace, dans cette sorte de microcosme. Quant aux tapis, ils étaient, à l'origine, des reproductions de jardins. Le jardin, c'est un tapis où le monde tout entier vient accomplir sa perfection symbolique, et le tapis, c'est une sorte de jardin mobile à travers l'espace. Le jardin, c'est la plus petite parcelle du monde et puis c'est la totalité du monde. »

## Faisabilité technique
Certains travaux scientifiques ont au travers de modélisations étudié la faisabilité d'un tapis volant, se basant sur le mode de déplacement de la raie manta. Il en ressort qu'en dehors du milieu aqueux, la demande énergétique serait trop importante,.